# Walentina Liaschenko
Walentina Liaschenko (georgisch ვალენტინა ლიაშენკო; * 30. Januar 1981 in Kiew, Ukrainische SSR, Sowjetunion als Walentyna Mykolajiwna Ljaschenko ukrainisch Валентина Миколаївна Ляшенко, engl. Transkription Valentina Liashenko) ist eine ehemalige georgische Leichtathletin ukrainischer Herkunft, die sich auf den Hochsprung spezialisiert hat.

## Sportliche Laufbahn
Erste internationale Erfahrungen sammelte Walentina Liaschenko im Jahr 2015, als sie bei den Halleneuropameisterschaften in Prag mit übersprungenen 1,72 m in der Qualifikationsrunde ausschied. Im Juni wurde sie bei der 3. Liga der Team-Europameisterschaft im Rahmen der erstmals ausgetragenen Europaspiele in Baku mit 1,84 m Zweite. Daraufhin startete sie bei den Weltmeisterschaften in Peking und schied dort ohne eine Höhe in der Vorrunde aus. Im Jahr darauf belegte sie bei den Balkan-Hallenmeisterschaften in Istanbul mit 1,75 m den sechsten Platz und im Juni schied sie bei den Europameisterschaften in Amsterdam mit 1,80 m in der Qualifikationsrunde aus. Daraufhin nahm sie an den Olympischen Sommerspielen in Rio de Janeiro teil und verpasste dort mit derselben Höhe den Finaleinzug. Im Februar 2018 bestritt sie in der Halle ihren letzten offiziellen Wettkampf und beendete daraufhin ihre aktive sportliche Karriere im Alter von 37 Jahren.